# Slag bij Mühldorf
De Slag bij Mühldorf (Duits: Schlacht bei Mühldorf), vaak ook Slag bij Ampfing genoemd, is een veldslag die op 28 september 1322 plaatsvond bij Mühldorf in het huidige Duitsland. De uit het huis Wittelsbach afkomstige Lodewijk de Beier overwon in deze slag Frederik de Schone, lid van het huis Habsburg.
Vanaf 1314 waren er aanhoudende geschillen over de opvolging van de overleden keizer Hendrik VII in het ambt van Rooms-koning. Deze geschillen werden in de slag bij Mühldorf beslecht. Door zijn overwinning verkreeg Lodewijk het koningschap. Teneinde een verzoening met de Habsburgers te bereiken, erkende hij zijn tegenstander Frederik in september 1325 als medekoning. Lodewijk werd ten slotte op 17 januari 1328 tot keizer van het Heilige Roomse Rijk gekroond. De slag bij Mühldorf geldt vandaag de dag als de laatste grote ridderslag zonder vuurwapens.

## Oorzaken

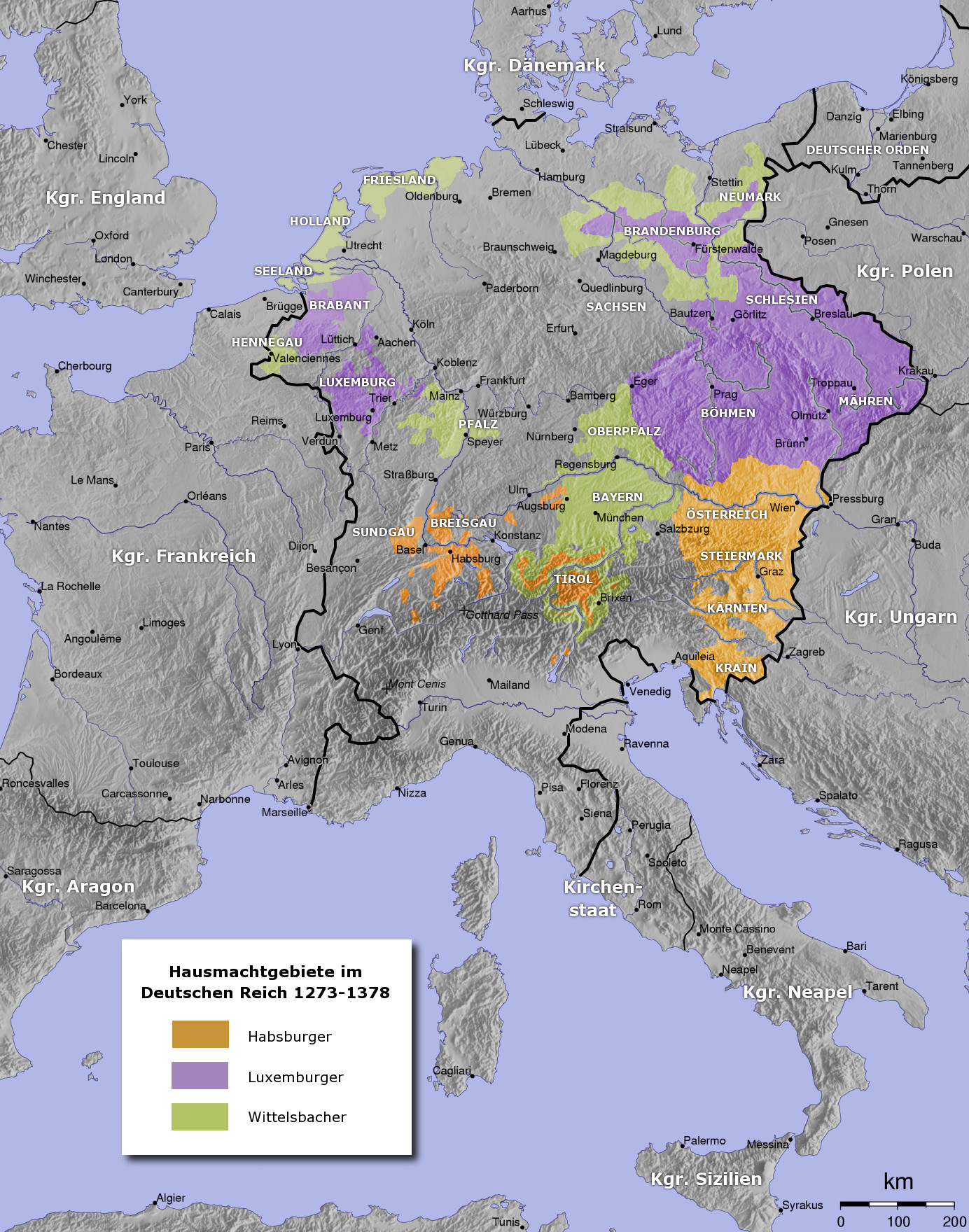
Situatie in de 13e en 14e eeuw: de dominante huismachten van de Habsburgers (oranje), Luxemburgers (violet) en Wittelsbachers (groen).

Omstreeks de wende van de 13e en 14e eeuw beheersten drie adellijke geslachten in grote mate het politieke gebeuren in het Heilige Roomse Rijk: de Habsburgers, de Luxemburgers en de Wittelsbachers. Om de toenemende invloed van de Habsburgers een halt toe te roepen, kozen de keurvorsten na de dood van koning Rudolf van Habsburg in 1291 niet diens zoon als opvolger, maar de weinig invloedrijke Adolf van Nassau.
Door zijn politiek, waarmee hij naar vergroting van zijn Hausmacht streefde, verloor Adolf echter de gunst van de Keurvorsten en ze vervingen hem zeven jaar later door de bij de vorige verkiezing overgeslagen zoon van Rudolf, Albrecht I van Habsburg. Na diens gewelddadige dood in 1308 werd de Luxemburgse graaf Hendrik als Hendrik VII tot Rooms-Duits koning verkozen. In juni 1312 werd hij in Rome tot keizer gezalfd, maar hij stierf reeds een jaar later aan malaria. De nu volgende strijd om zijn opvolging zou ten slotte worden beslist in de Slag bij Mühldorf.

### De dubbelverkiezing van Frankfurt
Na de dood van Hendrik maakten zowel de Habsburgers als de Luxemburgers aanspraak op de troon. Het huis Habsburg vaardigde Frederik de Schone af als zijn kandidaat voor de troon. De Luxemburgers wensten Jan van Luxemburg, de zoon van de overleden Hendrik, op de troon. Toen Jan van Luxemburg verrassend genoeg zijn aanspraak op de troon liet vallen, maar deze niet aan zijn concurrent Frederik wilde overlaten, stelde hij de Wittelsbachse hertog van Opper-Beieren, Lodewijk de Beier voor als nieuwe kandidaat voor het keizerschap. Op 13 oktober 1314 verschenen beide kandidaten, Frederik en Lodewijk, voor de stad Frankfurt voor de verkiezing.
Frederik liet de uitnodiging van Lodewijk om zich gezamenlijk aan de keurvorsten ter verkiezing voor te stellen, onbeantwoord, een beslissing, die onvermijdelijk in een dubbelverkiezing moest eindigen. Zo verkozen nog diezelfde dag de keurvorsten uit Keulen, de Palts, uit Saksen-Wittenberg en uit het koninkrijk Bohemen Frederik de Schone in Sachsenhausen tot koning. De kroning door Hendrik II van Virneburg, de aartsbisschop van Keulen, vond aansluitend in Bonn plaats, daar Aken, de traditionele kroningsstad, weigerde voor Frederik de poorten te openen.
Op 20 oktober, dus één dag na Frederik, werd Lodewijk in Frankfurt door keurstemmen uit Mainz, Trier, Bohemen, Brandenburg en Saksen-Lauenburg tot koning gekozen en op 25 november in Aken door de aartsbisschop van Mainz, Peter van Aspelt, gekroond. Traditioneel vonden de koningsverkiezingen in Frankfurt plaats en de kroning zelf aansluitend daarop in Aken door de aartsbisschop van Keulen. Zo kwam het bij de Dubbelverkiezing van 1314 tot het curieuze geval, dat Lodewijk de Beier op de "correcte" plaats werd verkozen en gekroond, maar door de "verkeerde" aartsbisschop. Frederik was door de "correcte" aartsbisschop gekroond, maar op de "verkeerde" plaats.
Beide kandidaten spanden zich in om pauselijke goedkeuring te krijgen, dus bevestiging door paus Johannes XXII. Deze wenste echter aanvankelijk geen van beide troonpretendenten te erkennen, om zo in het troonconflict de verhoudingen open te houden en zijn eigen belangen te kunnen nastreven. Het gevolg was een acht jaar durende strijd om de troon, waarbij beide kandidaten aanvankelijk even grote kansen hadden.

### De weg naar de beslissende slag
Vanwege verkiezingsbeloftes, waarmee hij zich de gunst van de keurvorsten had gekocht, stond Lodewijk delen van de Wittelsbachse huisbezittingen af aan Mainz, Trier en Bohemen. Dit ergerde zijn broer, de Paltsgraaf Rudolf I, die reeds lang met hem in twist lag en bij de koningsverkiezing tegen Lodewijk had gestemd. Rudolf schaarde zich nu openlijk aan de kant van de Habsburgers onder Frederik de Schone. Een eerste treffen tussen de troepen van Lodewijk en Frederik eindigde in 1315 bij Spiers zonder dat er strijd werd geleverd.
Intussen verzocht de adel van Opper-Beieren, de geschillen tussen Rudolf en Lodewijk op te lossen. Rudolf zou derhalve het koningschap van Lodewijk alsook de gebiedsafstanden accepteren en in ruil daarvoor het regentschap over Beieren krijgen. Lodewijk wou zijn broer echter generlei macht toestaan en verzekerde zich door meerdere geslaagde politieke zetten van de steun van de rijksstanden van Opper- en Neder-Beieren. Uiteindelijk moest Rudolf, van zijn burcht beroofd, naar Worms vluchten.
In 1316 kwam het opnieuw tot een treffen tussen Wittelsbachers en Habsburgers, deze keer bij Esslingen am Neckar. Het kwam daarbij weliswaar tot een korte slag, als knechten bij het drenken van de paarden elkaar sloegen, maar daar geen vaandels werden gebruikt en de legerleiding van beide zijden niet aanwezig was, telde de uitkomst van deze slag niet. Er volgden nu enige jaren van rust in de twist tussen beide Huizen, waarvan Lodewijk gebruikmaakte om zijn macht in Beieren uit te bouwen. Ook trachtte hij met Rudolf tot een vergelijk te komen, waarbij deze Lodewijk de alleenheerschappij in Beieren zou toestaan. Rudolf zelf moest zich met enkele burchten en financiële compensaties tevredenstellen. Zonder zich met zijn broer te hebben verzoend, stierf Rudolf op 13 augustus 1319 in Heidelberg.
In september 1319 rukten uiteindelijk voor de eerste keer troepen van Frederik de Schone naar Mühldorf op, waar ze vervolgens tegenover de troepen van Lodewijk zouden komen te staan. Wegens bedreigingen met moord tegen Lodewijk dropen deze troepen echter zonder strijd te leveren af, want ze wilden niet het gevaar lopen hun aanvoerder te verliezen. De Habsburgse troepen rukten daarna op, een spoor van verwoesting achterlatend, tot voor Regensburg. Door deze terugslag moest Lodewijk enorme machtsverliezen aanvaarden, maar hij kon verder op de belangrijke ondersteuning uit Neder-Beieren rekenen. Frederik rook nu zijn kans om Lodewijk in de strijd om de troon definitief uit de weg te ruimen en trok met zijn troepen in 1321 opnieuw richting Mühldorf, alle waarschuwingen uit zijn eigen rangen ten spijt.

## Verloop

### De Habsburgse troepen

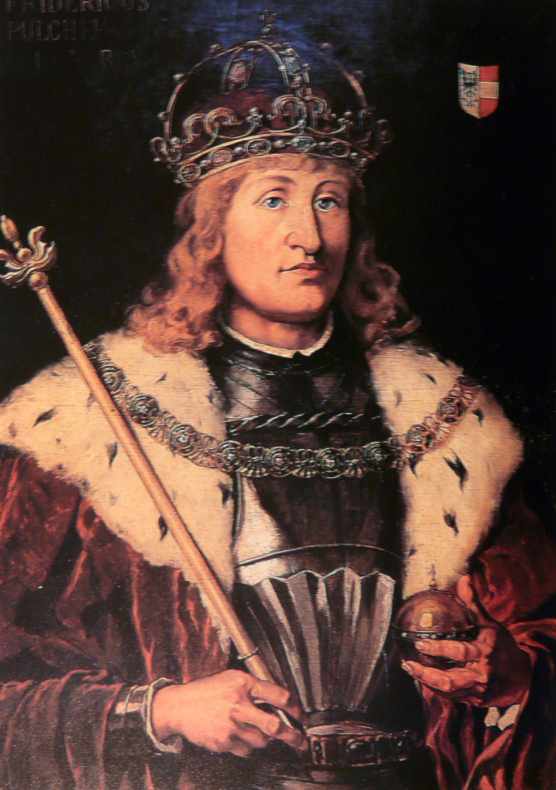
Frederik de Schone.

Frederiks uit het westen komende troepen verenigden zich op 21 september 1322 bij Passau met de troepen van de bisschop van Passau en trokken dan gezamenlijk langs de linkeroever van de Inn richting Mühldorf, waar zij een vijf dagen later aankwamen. Frederiks bondgenoten, Frederik III van Leibnitz (de bisschop van Salzburg) alsook Dietrich Wolfhauer, de bisschop van Lavant, trokken vanuit Salzburg komend naar het noordelijk gelegen Mühldorf, waar ze voor 20 september aankwamen.
Frederik de Schone kwam zelf op 24 september in Mühldorf aan. Leopold I van Oostenrijk, Frederiks broer, zou uit Schwaben terugkomend op de Habsburgse troepen moeten stoten, wat hem echter niet lukte. Hij bevond zich op 25 september nog aan de Lech, aldus in het meest gunstige geval nog vier à vijf dagmarsen van Mühldorf verwijderd. De in Mühldorf beschikbare strijdmacht bestond uit 1.400 helmen, dat wil zeggen zwaarbewapende ruiters (ridders), 5000 Hongaren en Heidenen, waarmee Koemanen worden bedoeld, en vele voetsoldaten. Hertog Leopold had meer dan 1200 helmen ter beschikking, maar bevond zich op het moment van de slag nog bij Fürstenfeld nabij München.

### De Wittelsbachse troepen

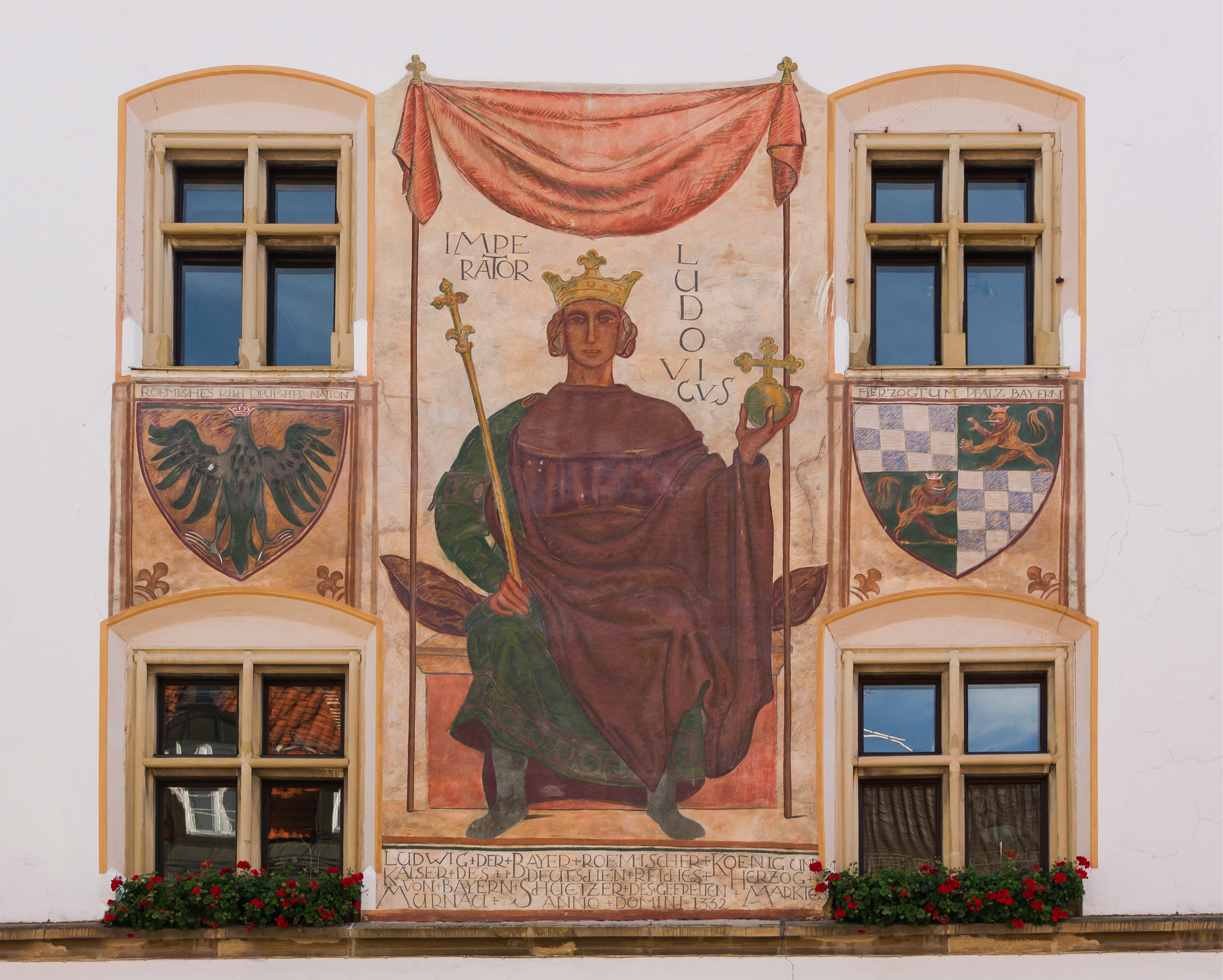
Lodewijk de Beier.

Lodewijk trok op 7 september aan het hoofd van zijn troepen van Regensburg op richting Mühldorf, waar hij op de dag van de slag aankwam. Zijn troepen bestonden uit zijn eigen vazallen en die van zijn neef Hendrik XV, de hertog van Neder-Beieren. Beduidende bondgenoten waren Jan van Luxemburg en de burggraaf Frederik IV van Neurenberg. Maar ook Zwabische troepen onder Willem van Montfort en Bertold van Seefeld werden als verdediging tegen de Habsburgse troepen ingezet.
De Zwaben dienden vermoedelijk vooral ervoor te zorgen, de opmars van Leopold tot stilstand te brengen, respectievelijk de communicatielijn tussen deze en Frederik te onderbreken, wat hen vermoedelijk ook is gelukt. De troepen bestonden uit 1.800 zwaarbewapende ruiters (ridders), 4000 voetsoldaten alsook schutters.

### De plaats van de slag

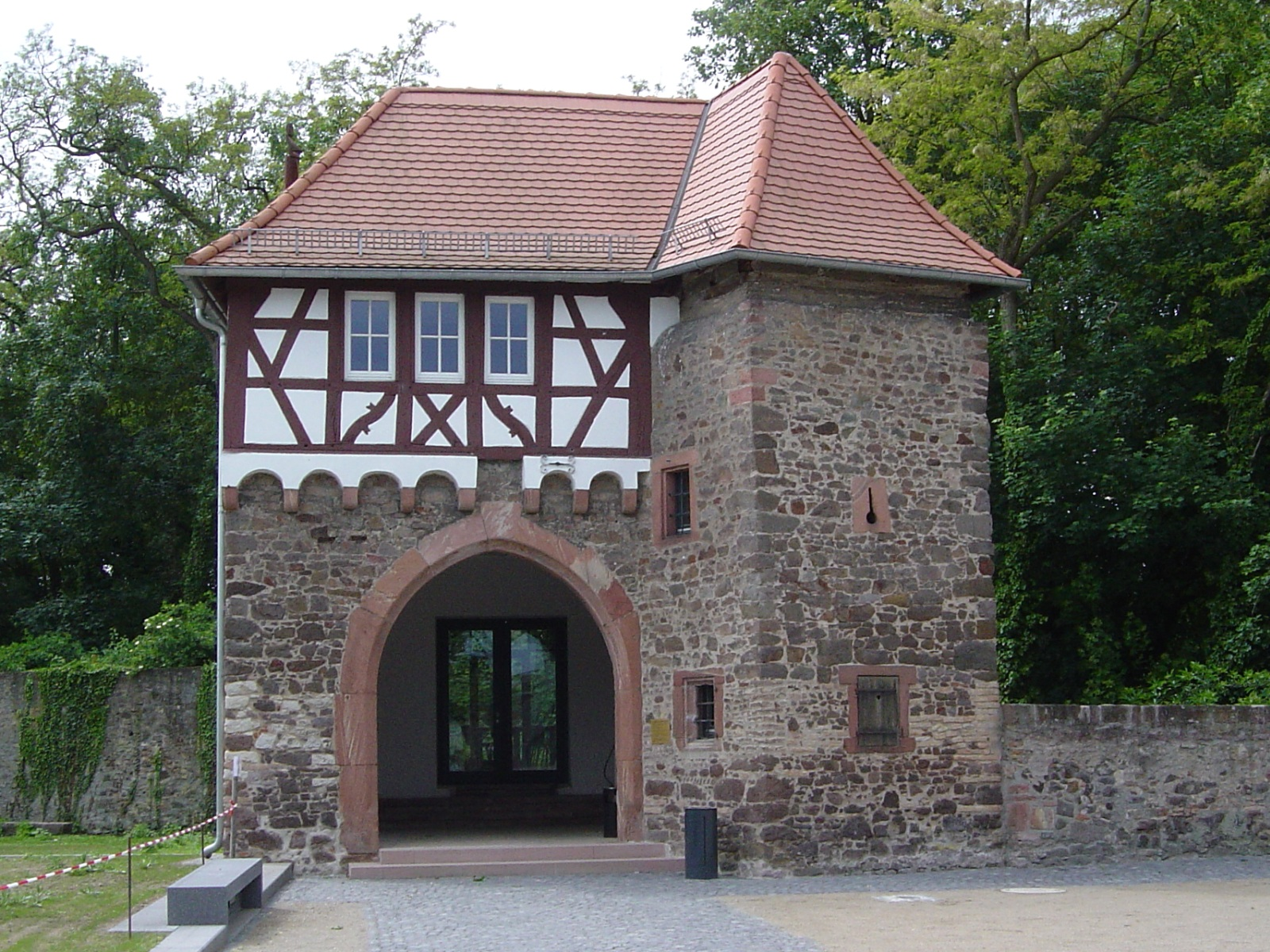
Burg Dornberg.

De exacte plaats van de slag was lange tijd uiterst omstreden. Zo berichten meerdere bronnen, dat de slag tussen Mühldorf en Altötting aan de Isen plaatsvond, terwijl weer andere bronnen de Ampfinger Wiesen ("Ampfinger Weiden") als plaats van de slag aangaven. Daarom werd lange tijd ook van de slag bij Ampfing gesproken. Daar in nagenoeg alle bronnen een heuvelrug in de nabijheid van het slagveld wordt genoemd, werd de hypothese van de plaats van de slag bij Ampfing intussen verworpen.
Oostenrijkse vertellingen uit de 14e eeuw spreken van een plaats van de slag "oberthalben Mühldorf". Dit komt overeen met meerdere onafhankelijke vertellingen, die de burcht Dornberg ten noordoosten van Erharting in verband brengen met de plaats van de slag. Dat in enige bronnen ook van een strijd op de Erhartinger Wiesen ("Erhartinger Weides") wordt gesproken, maakt de hypothese van de plaats van de slag ten noordoosten van Mühldorf zeer waarschijnlijk. Dit wordt ondersteund door onderzoek van Ernst Rönsch, die ook een verklaring voor de vermelding van Ampfings in meerdere bronnen levert. Zo is in de Salzburgische Verzeichnissen een tol "zu Ampfing im Rohrbach" de reden. Het gehucht Rohrbach ligt evenwel niet bij Ampfing, maar twee kilometer ten noordwesten van Erharting. Ook nieuwe vondsten ondersteunen deze these voor een plaatsing van de slag ten westen van Erharting, dewelke daarmee als zeker kan worden beschouwd.

### Het verloop van de slag

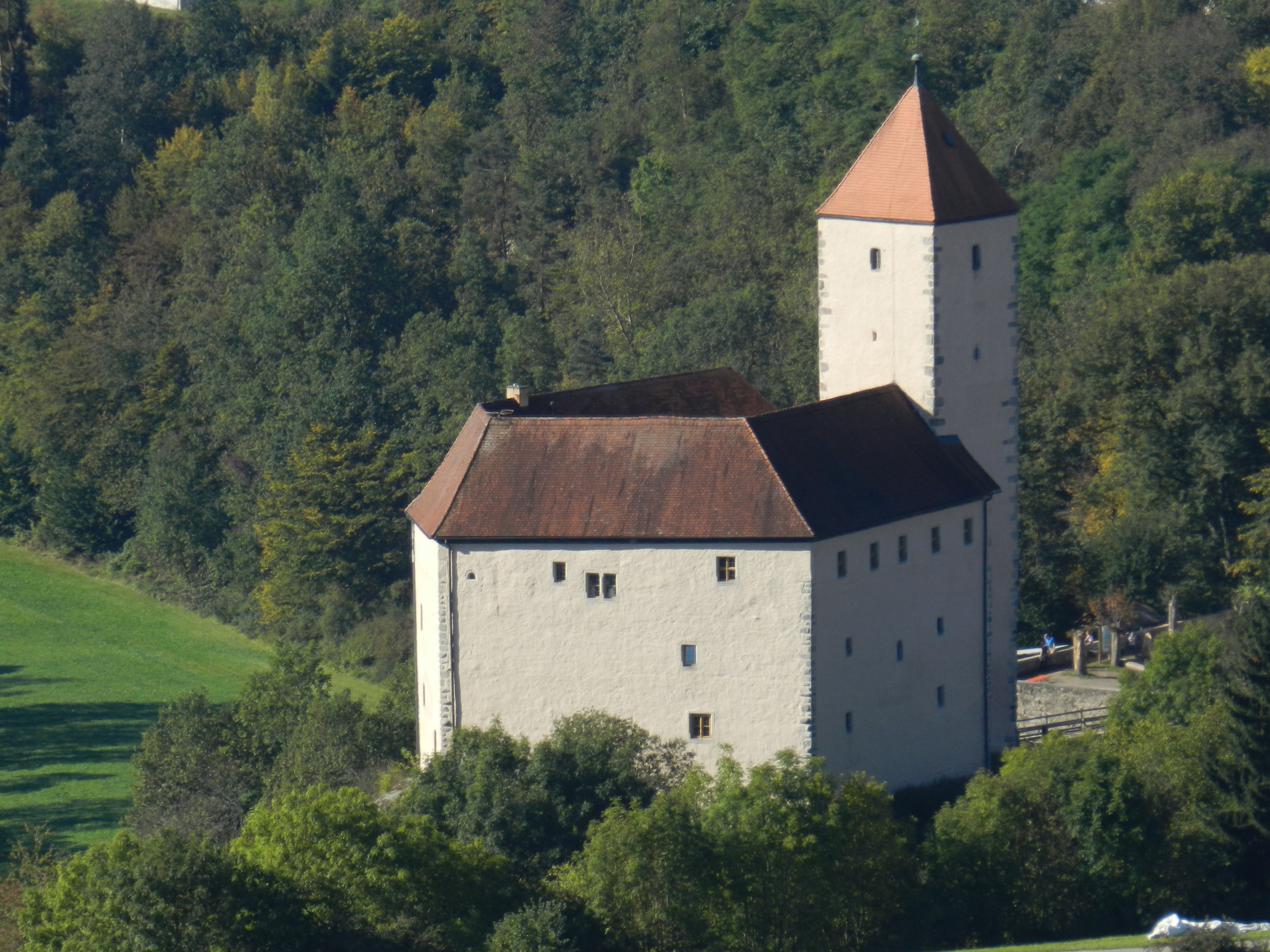
Burg Trausnitz im Tal.

De bronnen over het verloop van de strijd zijn tegenstrijdig en zetten naargelang de partij de roem van Lodewijk in de verf of vergoelijken de nederlaag van de Habsburgers. Van wie het initiatief tot de slag uitging, is omstreden. Volgens de Boheemse Kroniek stelde koning Jan de feestdag van Wenceslaus de Heilige (28 september) als dag voor de slag voor. De zege op deze Boheemse nationale feestdag wordt dan ook in de Boheemse Kroniek gewaardeerd. De Beierse Fürstenfeld Kroniek schrijft het initiatief aan koning Lodewijk toe, die veel moeite ermee heeft gehad, koning Jan van de slag te overtuigen en dateert ze op de vooravond van Sint-Michielsdag. Er heerst evenwel, ook al verschilt de manier van dateren, eensgezindheid over de datum 28 september. De slag schijnt door de Beierse partij te zijn aangeboden, daar dezen zich aan de vooravond in slagorde aan de tegenstander presenteerden.
Daar Frederik niet al zijn troepen tijdig kon samenbrengen en aldus een 400 ridders minder in zijn rangen telde dan zijn tegenstander, werd hem langs meerdere kanten een overhaast begin van de slag afgeraden. Alle tegenstemmen ten spijt ging hij de strijd aan. Over de betrokken personen heerst onenigheid. Of koning Lodewijk zelf aan de strijd had deelgenomen, wordt naargelang de partij de bron aanhing verschillend aangegeven. Het schijnt echter vast te staan, dat Frederik met helm en helmdier de slag is ingereden. Lodewijk zou volgens oudere Habsburgse aantekeningen helemaal niet aan de strijd hebben deelgenomen, een verwijt dat in de latere bronnen niet meer opduikt. Beierse bronnen vertellen echter dat hij zich, om onherkenbaar te blijven, in een groep van elf andere ridders had begeven, wat hem als onridderlijk gedrag kon worden aangewreven.
Uit de verschillende bronnen reconstrueerde Heinz Thomas volgend verloop van de strijd: koning Jan bevond zich met troepen uit Bohemen, Silezië en het Rijnland aan de rechtervleugel van de Beierse partij. In het centrum en aan de linkervleugel bevonden zich Lodewijk en de Beierse soldaten uit beiden hertogdommen, alsook de troepen uit Franken en Zwaben.
Tegenover de Boheemse koning stond hertog Hendrik de Zachtmoedige van Oostenrijk alsook de troepen uit Salzburg.
Na de eerste gesloten cavalerieaanvallen zouden de Beierse soldaten zijn afgestegen en samen met de infanterie brachten ze de paarden van de Oostenrijkers ten val. Waarom de aan de Habsburgse zijde strijdende 5000 man sterke Hongaarse troepen niet effectief konden worden ingezet, is nog altijd niet eenduidig verklaard. Men neemt aan, dat ze omwille van hun lichtere uitrusting niet de directe confrontatie wensten aan te gaan tegen de zwaarder gepantserde tegenstanders. Ook konden zij hun ruiterij niet effectief inzetten, daar de Beierse linie zich aan de helling had verschanst en zo een omtrekkende beweging in hun rug niet mogelijk was. Volgens Oostenrijkse bronnen zou verraad de afloop van de slag op doorslaggevende wijze hebben beïnvloed. Een Oostenrijker zou Boheemse strijders, die reeds waren gevangengenomen, hebben bevrijd, waarop dezen zich opnieuw in de strijd wierpen.
Tezelfdertijd viel burggraaf Frederik IV van Neurenberg met 500 ridders vanuit het noordwesten opnieuw aan en dreef de linkervleugel van de Oostenrijkers terug naar het centrum. De Habsburgers hielden de troepen van de burggraaf aanvankelijk voor de troepen van hertog Leopold en konden aan de verrassingsaanval geen weerstand meer bieden. Koning Frederik en zijn broer werden door de Neurenbergers gevangengenomen. Volgens Beierse bronnen wierpen de beide Oostenrijkse broers zich in tranen aan Lodewijks voeten, omdat ze vreesden dat ze zouden worden gedood. Lodewijk gebood de broers echter zich recht te zetten en verklaarde dat ze vanaf nu zijn gevangenen waren.

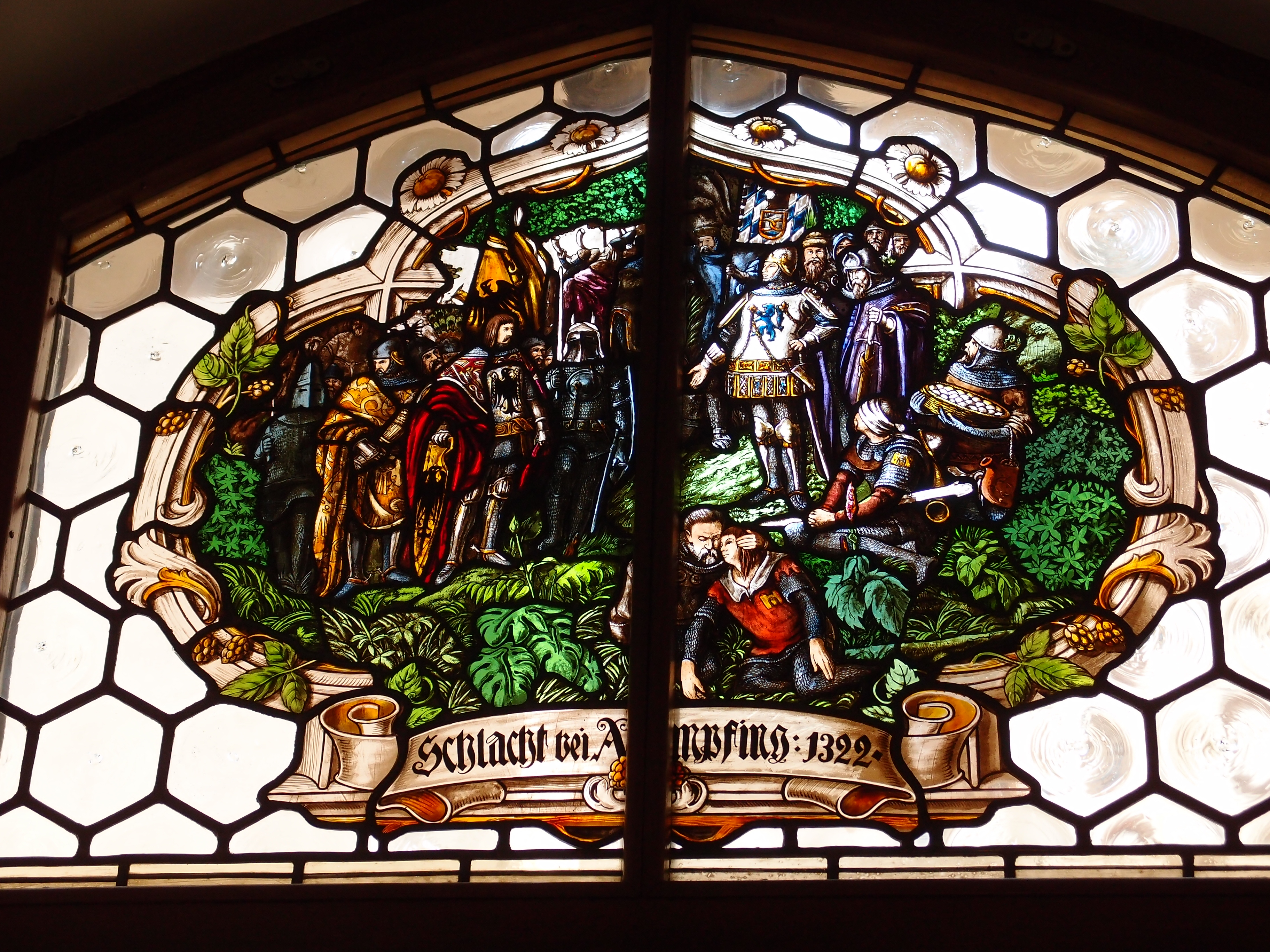
Herinnering aan de "slag bij Ampfing" (glasvenster in het stadhuis (Neues Rathaus) van München).

Na het einde van de slag werd Frederik eerst in de Burcht Dornberg, later in de Burcht Trausnitz ondergebracht. Men geeft weliswaar geen precieze aantallen voor de verliezen, maar deze waren zonder twijfel zeer hoog. De Boheemse Kroniek van Peter van Zittau spreekt van ongeveer 1100 doden. De zegerijke Lodewijk verliet uit angst voor een mogelijk verlaat treffen met Leopold nog dezelfde dag het slagveld. Dit wordt hem weer als onridderlijk gedrag aangewreven, daar hij niet zoals gebruikelijk drie dagen op het slagveld verbleef, om de overwinning kenbaar te maken. De plunderende hulptroepen van de Habsburgers, die richting Oostenrijk trokken, liet Lodewijk niet verder vervolgen. De tijdens de slag gevangengenomen verwanten van de Oostenrijkse en Salzburgse adel werden ieder afzonderlijk door de overwinnaars na betaling van losgeld vrijgelaten. Van een inname van de tot het aartsbisdom Salzburg behorende stad Mühldorf zag men evenwel af. Mühldorf bleef tot 1802 onder Salzburgse heerschappij.

## Gevolgen
Ondanks zijn duidelijke overwinning, werd Lodewijk aanvankelijk nog niet overal als koning erkend. Want hoewel hij na zijn overwinning de regeringsmacht overnam en van de Oostenrijkers de regalia terugkreeg, waren er nu ook andere huizen die trachten te mengen in het conflict rond het keizerschap. Daarom streefde Lodewijk uiteindelijk naar een vergelijk met Frederik.
Na tweeënhalf jaar in gevangenschap te hebben doorgebracht, verzaakte Frederik ten slotte aan de troon en gaf aan Lodewijk tegen iedereen te zullen beschermen. Als tegenprestatie wenste hij met de erflanden te worden beleend en dat zijn zoon met Lodewijks dochter zou huwen. Frederiks broer Leopold stemde echter niet toe en Frederik werd opnieuw gevangengezet.
Het akkoord was broos. Tot een verzoening met de Habsburgers kwam het pas, toen Lodewijk op 5 september 1325 Frederik in München als medekoning erkende. Op 17 januari 1328 werd Lodewijk dan in Rome tot Rooms-Duits keizer gekroond, de enige middeleeuwse keizerskroning zonder enige pauselijke deelname.